# بروس نيلسون (مؤرخ)
بروس نيلسون (بالإنجليزية: Bruce Nelson)‏ هو مؤرخ أمريكي، ولد في 9 أغسطس 1940.